# Anathallis adenochila
Anathallis adenochila là một loài thực vật có hoa trong họ Lan. Loài này được (Loefgr.) F.Barros mô tả khoa học đầu tiên năm 2003.